# Conolophia oreades
Conolophia oreades là một loài bướm đêm trong họ Geometridae.